# Peltis
Peltis är ett släkte av skalbaggar som beskrevs av Müller 1764. Peltis ingår i familjen flatbaggar.
Släktet innehåller bara arten Peltis grossa.